# Fjodor Wladimirowitsch Jemeljanenko
Fjodor Wladimirowitsch Jemeljanenko (russisch Фёдор Владимирович Емельяненко, englische Transkription Fedor Emelianenko; * 28. September 1976 in Rubischne) ist ein russischer Sambo- und MMA-Kämpfer. Emelianenko gewann mehrere Titel und Auszeichnungen in mehreren Sportarten, allen voran den Schwergewichtstitel in der Pride FC Organisation (von 2003 bis 2007), welchen er nie verlor. Außerdem wurde er vierfacher Weltmeister im Sambo bei den FIAS World Combat Sambo Weltmeisterschaften und zweifacher Bronzemedaillengewinner im Judo bei den nationalen russischen Meisterschaften in den Jahren 1998 und 1999.
Emelianenko ist Präsident der Russian MMA Union, seit 2010 Stellvertreter der Duma Belgorod und seit 2012 Mitarbeiter des russischen Präsidialrates für körperliche Fitness und Sport.

## Leben
Fjodor Wladimirowitsch Jemeljanenko wurde 1976 in der Oblast Belgorod, Sowjetunion, geboren. Seine Mutter, Olga Fedorowna, war Lehrerin, und sein Vater, Vladimir Alexandrowitsch war Schweißer. Fjodor hat einen jüngeren Bruder, Alexander Wladimirowitsch Jemeljanenko (russisch Александр Владимирович Емельяненко; * 2. August 1981). Im Jahr 1978 zog seine Familie nach Belgorod. Emelianenko beendete 1994 die höhere Fachhandelsschule und graduierte mit Auszeichnung. Von 1995 bis 1997 diente er in der Armee als militärischer Feuerwehrmann.

## MMA-Karriere
Jemeljanenko begann seine MMA-Karriere am 21. Mai 2000 mit vier aufeinanderfolgenden Siegen, unter anderem ein Sieg über den ADCC Champion Ricardo Arona. Am 22. Dezember 2000 erlitt er während eines Kampfes gegen Tsuyoshi Kohsaka eine kontroverse Niederlage, in der er nach nur 17 Sekunden mit einem illegalen Ellenbogenstoß einen erheblichen Cut erlitt, der laut der anwesenden Ärzte das Weiterführen des Kampfes ausschloss. Kontrovers war vor allem die Ignorierung der Ellenbogen-Regel, welche in der RINGS-Organisation jegliche Verwendung verbietet. In der Wiederholung war deutlich zu erkennen, dass der Cut vom verfehlten Punch Kohsakas kam. Es handelte sich um den einzigen Schlag der in den 17 Sekunden Kampfzeit vorkam. Da es sich um ein Turnierformat handelte, bei dem es gemäß Statuten einen Gewinner geben muss, wurde Kohsaka automatisch zum Gewinner erklärt. In seinen nächsten 28 Kämpfen, bis zum 26. Juni 2010, blieb er ungeschlagen, was einen Zeitraum von knapp zehn Jahren darstellt. Insgesamt mit Siegen u. a. gegen Semmy Schilt (2002), Antônio Rodrigo Nogueira (2003, 2004), Mark Coleman (2004, 2006), Kevin Randleman (2004), Mirko „Cro Cop“ Filipovic (2005), Mark Hunt (2006), Tim Sylvia (2008) und Andrei Arlovski (2009).
Jemeljanenko ist der am längsten amtierende lineare Schwergewichts-Champion der Welt (von 2003 bis 2010) und der am längsten als Nr. 1 geführte „pound for pound“ Kämpfer (von 2003 bis 2010) in der Geschichte des Mixed Martial Arts.
Am 13. Februar 2011 verlor Fjodor Jemeljanenko im Rahmen des Strikeforce Heavyweight World Grand Prix 2011 gegen den Brasilianer Antonio Silva. Dies war bereits der zweite verlorene Kampf hintereinander. Daraufhin verkündete Jemeljanenko im anschließenden Interview seinen Rücktritt. Dies wurde später von seinem Management widerrufen. Der nächste Kampf fand am 30. Juni 2011 (VA Strikeforce 2011) statt. Der Gegner war Dan Henderson. Jemeljanenko verlor diesen durch TKO in der ersten Runde. Am 4. Oktober 2011 wurde Jemeljanenko nach drei Niederlagen in Folge aus seinem Vertrag bei Strikeforce entlassen. UFC-Präsident Dana White verkündete dies am 4. August 2011 in MMA Weekly. Jemeljanenko erwiderte eine Woche später in einem Interview, dass er keinen Vertrag mit Strikeforce habe und sein gegenwärtiger Vertragspartner Showtime sei und man Whites Kommentaren keine Beachtung schenken solle. Aus zwei weiteren Kämpfen nach dieser Auseinandersetzung ging Jemeljanenko wieder als Sieger hervor.
Am 21. Juni 2012 hatte Fedor Emelianenko in St. Petersburg (Russland) seinen letzten Kampf beim M1 Global. Sein Kontrahent war Pedro Rizzo, dieser unterlag Fedor nach 1:24 Minuten in der ersten Runde durch K. o. Nach dem Kampf gab er offiziell seinen MMA-Rücktritt bekannt.
Dennoch wird er weiterhin dem Sport erhalten bleiben, als Präsident der „Russian MMA Union“. Am 31. Dezember 2015 betrat Emelianenko noch einmal den Ring als aktiver Kämpfer und bezwang den 28 Jahre alten Jaideep Singh in der ersten Runde.
Fjodor Jemeljanenko ist Miteigentümer von M-1 Global.